# 1822
1822 (MDCCCXXII) je bilo navadno leto, ki se je po gregorijanskem koledarju začelo na torek, po 12 dni počasnejšem julijanskem koledarju pa na nedeljo.

## Dogodki
- 24. maj - Ekvador postane neodvisna država
- 28. julij - Peru postane neodvisna država

## Rojstva
- 2. januar - Rudolf Julius Emmanuel Clausius, nemški matematik, fizik († 1888)
- 11. marec - Joseph Louis François Bertrand, francoski matematik († 1900)
- maj - Frédéric Passy, francoski politik, mirovnik, ekonomist, nobelovec († 1912)
- 20. julij - Gregor Mendel, avstrijski avguštniski menih, znanstvenik in pionir genetskih raziskav († 1884)
- 22. oktober - Friedrich Wilhelm Gustav Spörer, nemški astronom († 1895)
- 24. december - Charles Hermite, francoski matematik († 1901)
- 27. december - Louis Pasteur, francoski mikrobiolog, kemik († 1895)

## Smrti
- 8. julij - Percy Bysshe Shelley, angleški pesnik (* 1792)
- 13. avgust - Jean-Robert Argand, francoski ljubiteljski matematik (* 1768)
- 19. avgust - Jean Baptiste Joseph Delambre, francoski matematik, astronom, geometer]], zgodovinar astronomije (* 1749)
- 25. avgust - William Herschel, nemško-angleški glasbenik, skladatelj, astronom (* 1738)
- 6. november - Claude Louis Berthollet, savojsko-francoski kemik (* 1748)